# Грегорі Брюс Джарвіс

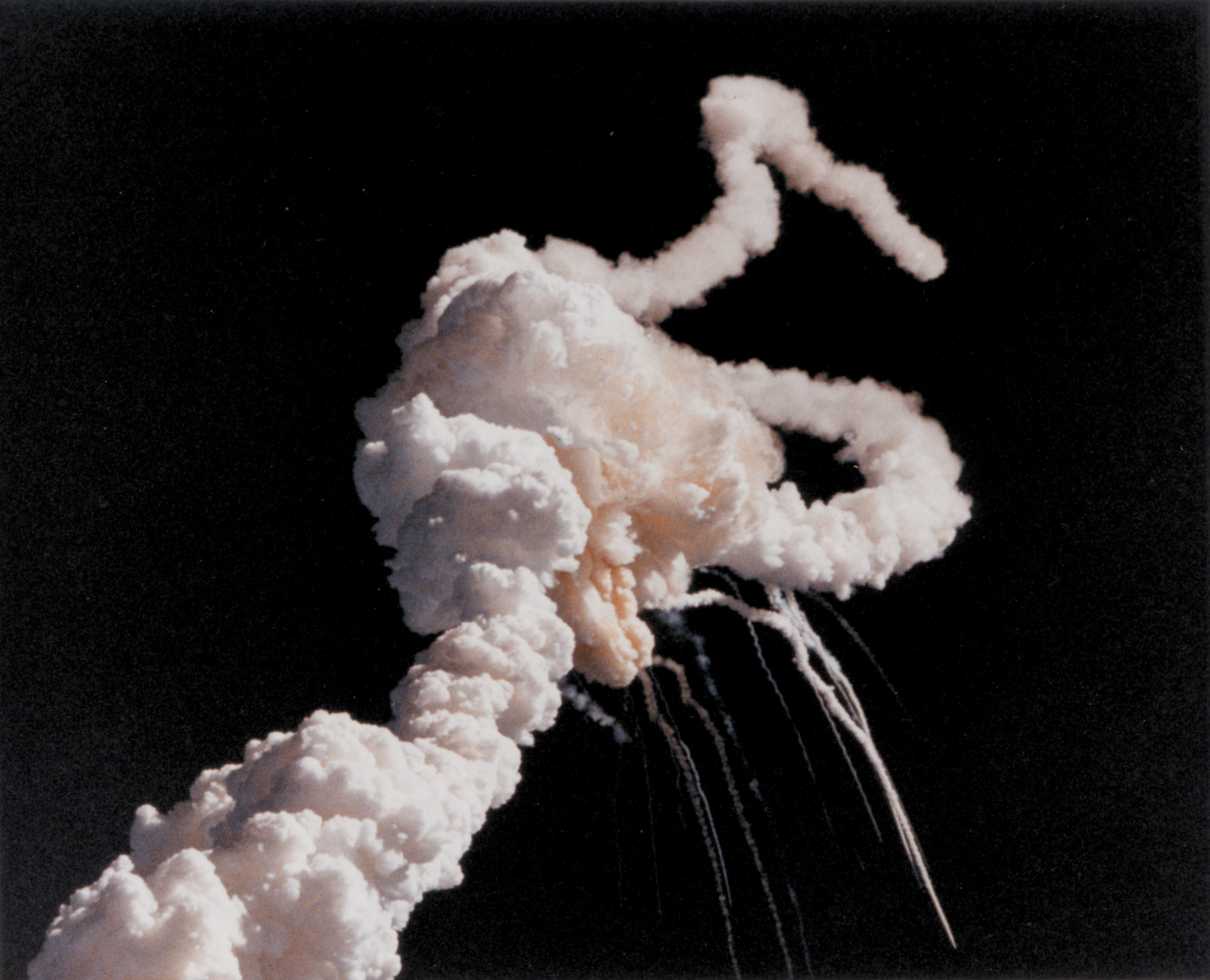
Катастрофа шаттла «Челленджер»

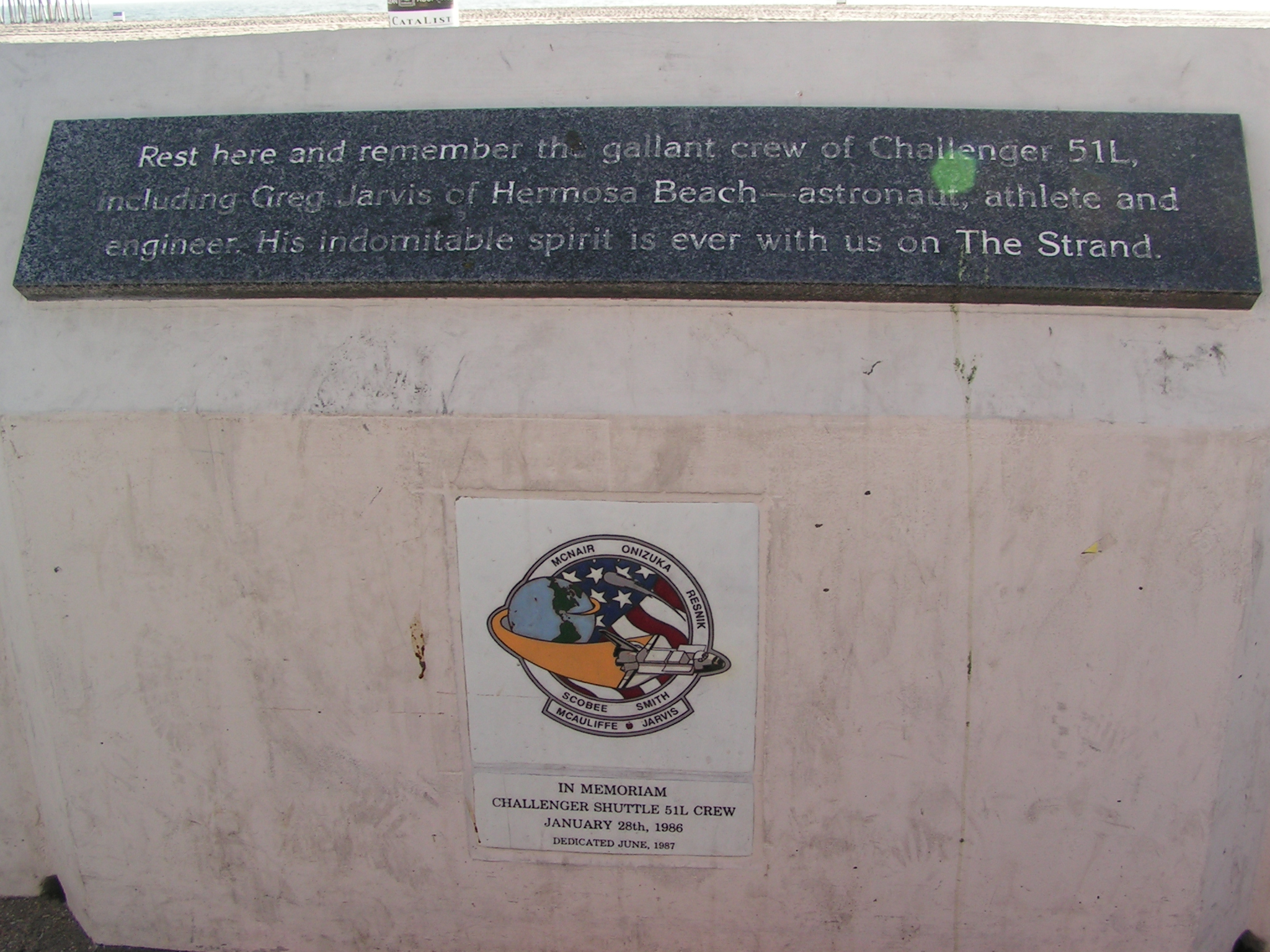
Меморіал в Хермоза-Біч.

Гре́горі Брюс Джарвіс (англ. Gregory Bruce Jarvis; 24 серпня 1944, Детройт – 28 січня 1986, Мис Канаверал) — астронавт США. Був у складі екіпажу з 7 астронавтів шатла «Челленджер» і загинув при його старті 28 січня 1986 року на самому початку свого першого польоту. Капітан ВПС США.

## Дитинство та освіта
Джарвіс народився 24 серпня 1944 року в Детройті, Мічиган. Після закінчення середньої школи в 1962 році у місті Магавк, Нью-Йорк, вступив до Університету штату Нью-Йорк, Буффало. У 1967 році закінчив університет і отримав ступінь бакалавра в області електротехніки. Він продовжував свої дослідження в Північно-східному відділенні університету в Бостоні, штат Массачусетс. У 1969 році отримав ступінь магістра з електротехніки. Був одружений з Марсією Джарбо, у нього залишилося троє дітей. Захоплення: біг на лижах, бадмінтон, велосипедний спорт, сквош, водний туризм.

## Підготовка до космічного польоту
Для польоту на шатлі було подано 600 заяв, 7 липня 1984 вибір випав на Джарвіса. Спочатку старт був запланований на STS-51-D, весною 1985 року, в якому був би запущений супутник «Leasat». Але зміни в графіку стартів привели до перенесення польоту Джарвіса спочатку на STS-61-C, потім — на STS-51-L.

## Космічні політ
Для Джарвіса це був перший космічний політ. Старт було здійснено 28 січня 1986 року. Джарвіс летів як спеціаліст з корисного навантаження. Через 73 секунди після старту через дефект кільця ущільнювача твердопаливного прискорювача шаттл вибухнув, весь екіпаж загинув.
Тіла всіх семи астронавтів від катастрофи Чалленджера були виявлені всередині корабля на дні океану. Тіло Грегорі Джарвіса було виявлено в нижній середній частині разом з колегами астронавтом Рональдом Макнейра і шкільного вчителя Кріста Маколіфф. Під час рятувальних робіт, під час спроби підняти з дна океану тіла команди, тіло Джарвіса сплило на поверхню, і зникло у морі. 15 квітня 1986 року, під час останньої планової спроби підняття уламків корабля, тіло Джарвіса був заново знайдено і повернуто на берег.